# (72699) 2001 FN76
(72699) 2001 FN76 – planetoida z pasa głównego asteroid okrążająca Słońce w ciągu 4,7 lat w średniej odległości 2,8 j.a. Odkryta 19 marca 2001 roku.